# Monts de Blond
Les monts de Blond sont un petit massif français de basse montagne appartenant au Massif central, situé à l'ouest du département de la Haute-Vienne, en bordure du département de la Charente. 
Parmi les contreforts occidentaux du Massif central, ils sont les premiers à dépasser les 400 mètres d'altitude en venant de la façade atlantique. Situés entre les localités de Bellac et Saint-Junien, ils forment la partie occidentale des monts de la Marche.

## Géographie

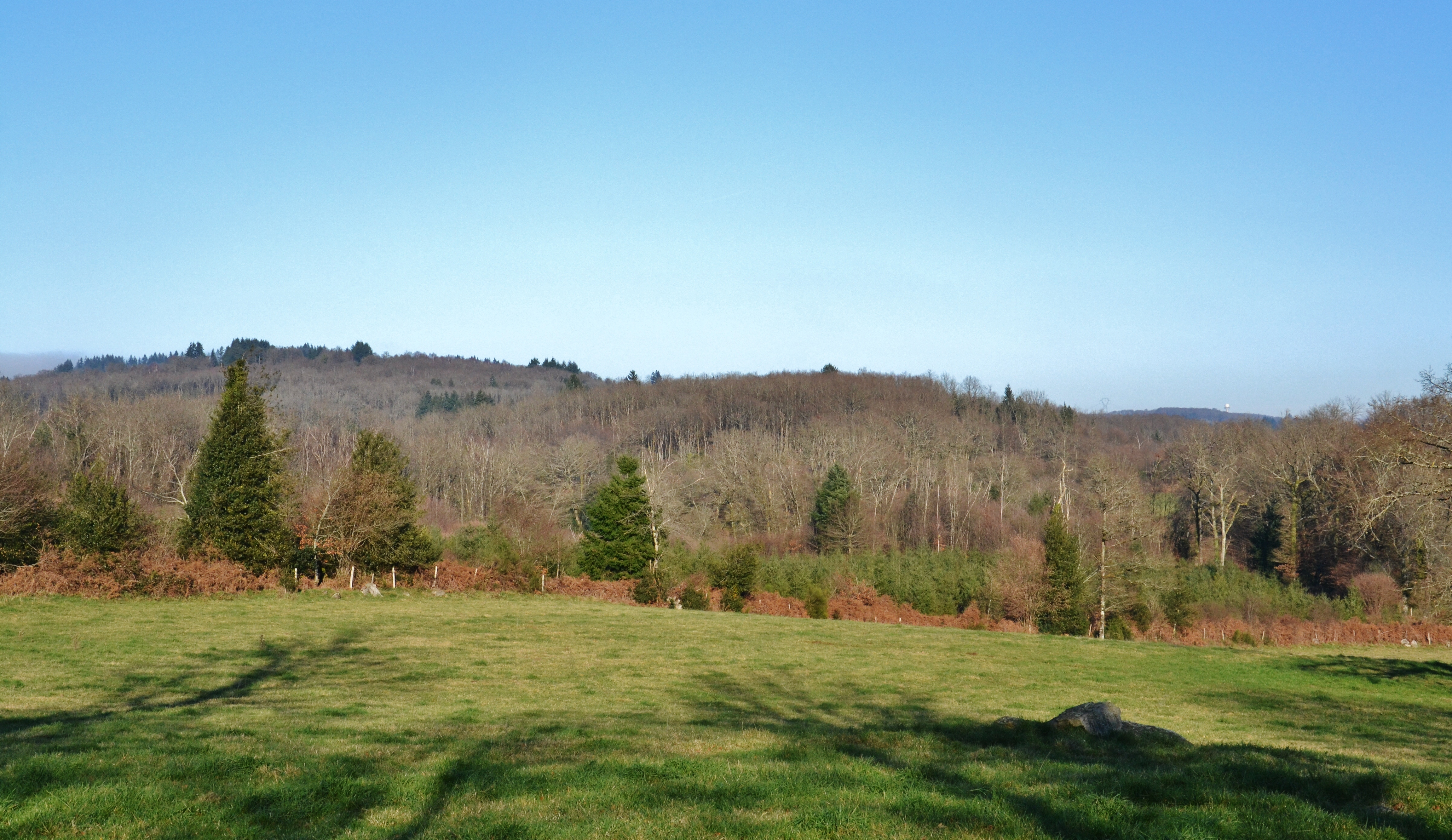
Vue du massif à l'ouest. On distingue à l'arrière-plan à droite la tour (sphère blanche) qui domine le lieu-dit de la Bachellerie à une altitude de 514 m.

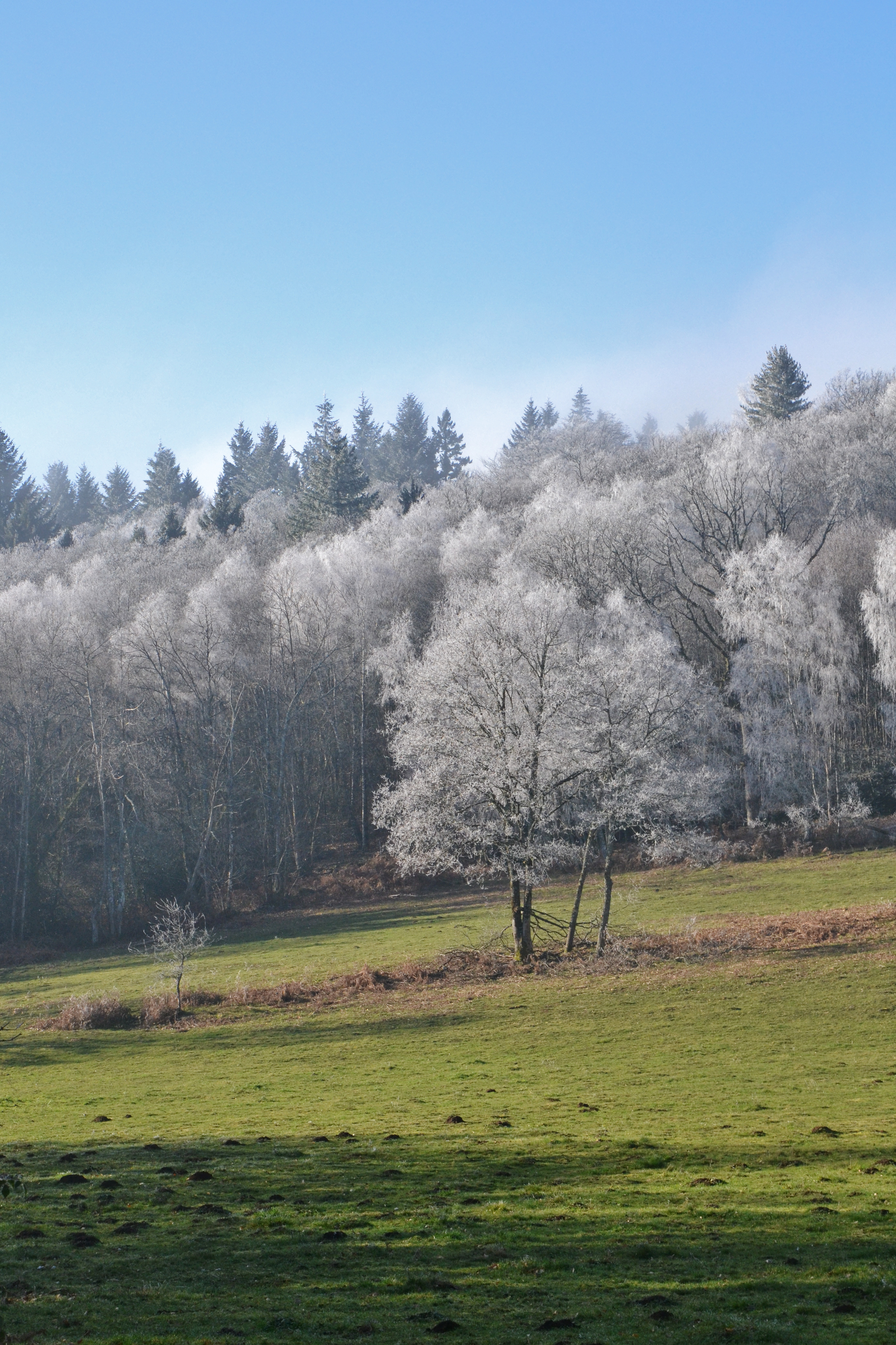
Paysage hivernal près de Vaulry.

C'est un petit territoire du département de la Haute-Vienne, d'une quinzaine de kilomètres d'est en ouest et de 6 km environ du nord au sud, à une trentaine de kilomètres au nord-ouest de Limoges, à l'ouest du département. Les contreforts du massif débordent sur le département voisin de la Charente, principalement sur les communes de Montrollet (rocher aux Oiseaux, 368 m) et Saint-Christophe (340 m). Le massif est plus escarpé à l'est et au nord qu'à l'ouest. Il s'agit d'une des élévations les plus occidentales du Massif central, après le massif de l'Arbre, en Charente.
Le massif culmine à 514 mètres en deux points : le premier, Les Marcoux, entre les lieux-dits de Le Charlet et La Bétoulle, le second, Les Chapus, près du hameau de la Bachellerie, tous deux sur la commune de Blond. Il est à cheval sur les communes haut-viennoises de Blond, Bussière-Boffy, Chamboret, Cieux, Montrol-Sénard, Mortemart, Nouic et Vaulry ainsi que Montrollet et Saint Christophe en Charente. Son altitude, modeste, le place toutefois en nette élévation par rapport à la campagne environnante, située en moyenne entre 250 et 300 m d'altitude.
Plusieurs cours d'eau y prennent leur source, dont la Marchadaine et l'Issoire.
Le paysage est essentiellement constitué de bois de feuillus et de prairies autour des villages. Les monts de Blond sont connus pour abriter de nombreux menhirs et dolmens du Néolithique mais aussi de nombreux chaos granitiques. Ces pierres portent des noms évocateurs : « rochers des fées », « champignon », « pierre branlante » de Boscartus, « pierre à sacrifice », etc. L'un de ces chaos, les rochers de Puychaud, porte une plaque à la mémoire de Frédéric Mistral. Cette plaque ne marque toutefois pas, comme il y est écrit, la frontière entre langue d'oc et langue d'oïl qui passe quelques dizaines de kilomètres plus au nord.
Les monts de Blond conservent quelques landes sèches comme à la butte de Frochet à Val d'Issoire et à Ceinturat, ainsi que quelques tourbières comme la tourbière de Pioffret. Ces sites constituent des ZNIEFF. Depuis 1977 (avec extension en 2003), l'ensemble du massif constitue un site naturel classé pour l'intérêt paysager des villages et écosystèmes.